# Papyri Graecae Magicae

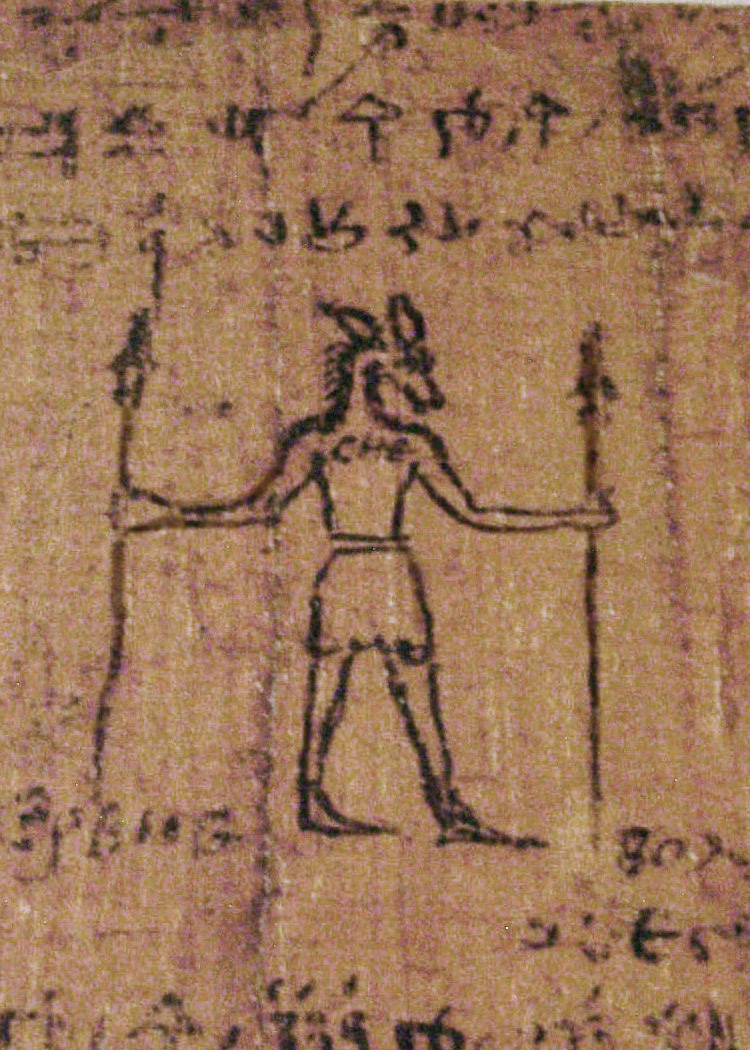
Detail der Papyri Graecae Magicae

Bei den Papyri Graecae Magicae (abgekürzt PGM, deutsch griechische magische Papyri oder auch Zauberpapyri) handelt es sich um antike Papyri mit magisch-religiösen Inhalten, die etwa zwischen dem 2. Jahrhundert v. Chr. und dem 5. Jahrhundert n. Chr. verfasst wurden. Sie stammen überwiegend aus dem griechisch-römischen Ägypten und sind mehrheitlich in altgriechischer Sprache verfasst. Daneben finden sich aber auch Texte und Textfragmente in ägyptischer (demotischer oder koptischer) Sprache sowie beispielsweise auf Hebräisch.

## Textcorpus
Die Papyri Graecae Magicae stellen trotz ihres beachtlichen Umfanges vermutlich nur noch einen Bruchteil der ehemals vorhandenen Texte dar. So berichten literarische Quellen von Kopisten, Sammlern und Besitzern ganzer Bibliotheken von Zauberpapyri. Sie sind zum Teil vollständig, zum Teil fragmentarisch erhalten. Die Sammlung der PGM enthält sowohl Fluchtexte (ähnlich den antiken Fluchtafeln) als auch Zaubertexte sowie magische Rezeptbücher, Grimoires (Zauberbücher mit magischem Wissen, die sich oft im Besitz von Wanderpredigern befanden) und Formelsammlungen. Viele von ihnen gehörten zu einer einzigen antiken Kollektion, die auch als thebanische magische Bibliothek bezeichnet wird und aus einem west-thebanischen Grab des 4. oder 5. Jahrhunderts n. Chr. stammt. Die meisten Einträge der PGM sind in griechischer, demotischer, koptischer oder hebräischer Sprache verfasst und können damit als Sinnbild der kulturellen Vielfalt Ägyptens in griechisch-römischer Zeit gedeutet werden. Demgegenüber ist das völlige Fehlen lateinischer Texte ebenso auffallend wie die Abwesenheit von Einflüssen der römischen Religion oder römischer Magievorstellungen. Trotz des nicht geringen Spektrums von Göttern und Zwischenwesen der unterschiedlichsten Kulturen finden römische Götter praktisch keine Erwähnung. Da sich Ägypten bereits seit 30 v. Chr. unter römischer Herrschaft befand, erscheint dies augenfällig.
Bereits in der Antike, etwa in der römischen Kaiserzeit, wurden Zauberbücher bisweilen systematisch vernichtet. Der Geschichtsschreiber Sueton berichtet, dass auf Anweisung von Augustus griechisch- und lateinischsprachige Weissagungsbücher verbrannt wurden, deren Ursprung unklar bzw. unbekannt war. Auch in der Apostelgeschichte des Lukas aus dem späten ersten Jahrhundert (19,19 ) sowie in anderen Quellen finden sich immer wieder Hinweise auf die Vernichtung von Zaubertexten. Dennoch entging eine ganze Reihe von Beispielen des Genres diesen Ereignissen und erhielt sich im trockenen Wüstensand Ägyptens. Die ersten dort entdeckten Zauberpapyri wurden von Johann d’Anastasy, einem schwedischen Vizekonsul in Kairo (1828–1859), nach Europa gebracht.

## Anwendung
Während theologische Literatur der Antike (insbesondere der christlichen Spätantike, aber auch des Judentums) in großer Zahl überliefert sind, bleibt die Anzahl schriftlicher antiker Quellen zur Magie, dem Mysterienkult und ähnlichen Themenbereichen eher überschaubar. Darunter fallen die gnostisch-hermeneutische Literatur, Fluchtafeln, Zaubertexte und -anleitungen ebenso wie griechische Romane. Die Papyri Graecae Magicae stellen daher eine der wichtigsten und umfangreichsten Quellen für das Studium der Magie in der antiken Welt dar. Ergänzt wird dieser Quellencorpus durch reichhaltige archäologische Funde, die den Stellenwert magischer Praktiken und Glaubensvorstellungen im Alltag antiker Menschen unterstreichen. Besonders sind hierbei im Zusammenhang mit den Papyri Graecae Magicae die Amulette und magische Gemmen (geschnittene Halbedelsteine mit Symbolen, Formeln und figürlichen Darstellungen) hervorzuheben, da diese Gegenstände in Zaubertexten häufig auftauchen und denselben kulturhistorischen Hintergrund wie die Zauberpapyri aufweisen. Unter anderem beinhalten die PGM detaillierte Anleitungen für die Fertigung und energetische Aufladung bzw. Anwendung der Gemmen.
Die praktische Anwendung der Rezeptbücher lässt sich anhand von archäologischen Funden magischer Materialien ein Stück weit rekonstruieren. Ein Beispiel dafür ist ein Fund von magischen Materialien aus dem 3. und 4. Jahrhundert n. Chr., darunter einer gut erhaltenen Voodoopuppe aus Ton, die womöglich die Frau Ptolemais repräsentieren soll und die mit dreizehn Nadeln durchbohrt wurde, sowie einem ausgedehnten Begleittext auf einer Lederrolle. Dieser Fund passt bemerkenswert zu einem Liebeszauberrezept der PGM, das auf dem Großen Pariser Zauberpapyrus überliefert ist, einem wohl in Theben gefundenen Papyrusbuch von 36 beidseitig beschriebenen Blättern, das mit 3,274 Zeilen als eine der längsten Formelsammlungen der Papyri Graecae Magicae gilt.
„Nimm Wachs [oder Ton] von einer Töpferscheibe und knete zwei Figuren […] Schreib auf das Gebilde des Weibes, das du heranzwingen willst […] und nimm dreizehn eherne Nadeln und steck eine in das Hirn und sprich dazu: ‚Ich durchbohre dir […] die Ohren […] die Augen […] den Mund […] die Eingeweide […] die Hände […] die Schamteile […] die Sohlen […] auf daß sie an niemanden denke, außer an mich.“
Der Glaube der Menschen an diese Art von Zaubern und die ihr zugrundeliegende Magie wird durch viele Inschriften, Aufzeichnungen und Schriften belegt ebenso wie durch Amulette aus dünnen Gold-, Silber-, Bronze- und Kupferplättchen, auch bekannt als lamellae oder laminae. Amulett-Formeln aus den PGM wurden beispielsweise auf einem Kettenanhänger um den Hals getragen, manchmal auch in einer röhrenförmigen Kapsel, der sog. bulla. Eine ähnliche Verbindung besteht zu den Fluchtafeln (lateinisch defixio, griechisch κατάδεσμοι), die häufig an die Götter der Unterwelt gerichtet sind und mit einer antiken Praxis von Bindezaubern in Verbindung gebracht werden können. In der Regel wurden sie auf schmale, dünne Lederstücke graviert, anschließend eng aufgerollt mit Nägeln durchbohrt und an besonderen Stellen platziert, die einen Zugang zur Unterwelt vermuten ließen, beispielsweise im Grab eines Verstorbenen. Die frühesten Funde stammen aus dem 5. Jahrhundert v. Chr. und erstreckten sich auf alle Teile der griechisch-römischen Welt bis in die Spätantike.
Aber auch die Papyri Graecae Magicae selbst liefern an vielen Stellen Hinweise auf die Überzeugung der Anwender von ihrer Wirksamkeit. Aussagen wie „eine größere Praktik als diese gibt es nicht. Sie ist erprobt von Manethô, der sie empfing als Geschenk vom größten Gott“ oder „eine stärkere Zauberpraktik als das fand ich nicht auf der Welt“ implizieren das Verständnis einer bereits erprobten Methode, die Früchte getragen habe. Außerdem wurden die sorgsam verwahrten Zauberdokumente nicht selten dem eigenen Kind vermacht oder sogar an Könige weitergegeben, von denen bei mangelnder Wirksamkeit gewiss keine Nachsicht zu erwarten war: So heißt es an einer Stelle „Sei mir gnädig, Vorsehung und Psychê, der ich diese unverkäuflichen, überlieferbaren Geheimnisse niederschreibe; für mein einziges Kind aber bitte ich um Unsterblichkeit“, an einer anderen „Dieses magische Rezept, größter König, soll auf dich allein übergehen, bewahrt von dir, unmittelbar.“

## Magisch-religiöser Synkretismus
Der Klassische Philologe und Religionswissenschaftler Theodor Hopfner charakterisierte die PGM als Dokumente eines magisch-religiösen Synkretismus des 3.–5. Jahrhunderts n. Chr., da sie sowohl ägyptische, griechische, hebräische, semitische als auch christliche Einschläge beinhalten. Theurgische Aspekte, Mysterienglauben, öffentlicher Kult und andere Glaubensvorstellungen, die gleichermaßen präsent sind, geben Einblick in die Vermengung der unterschiedlichen Weltanschauungen. Es ist folglich nicht korrekt, die Papyri Graecae Magicae als Dokumente reiner Magiepraktik zu kategorisieren, da sie nicht nur auf Einflüsse antiker Religionen verweisen. Ein Beispiel dafür ist der folgende Bindezauber, der unter Zuhilfenahme eines entsprechenden Bleitäfelchens und eines eisernen Ringes erfolgt: „Ich lege nieder diese Bindung bei euch, den unterirdischen Göttern und der Κούρῃ Περϲεφόνῃ ᾿Ερεϲχιγὰλ […] Führ her die NN […] von der du den Zauberstoff hast, liebend mich, den NN.“
Neben dem Verweis auf verschiedene traditionelle Mythologien und Glaubensvorstellungen der klassischen Antike zeigen die Papyri Graecae Magicae immer wieder auch Aspekte, die zu Praktiken und Gepflogenheiten zukünftiger (heutiger) Religionen wie dem Islam oder dem Christentum hinführen. Bräuche wie Fasten, Salbungen, Enthaltsamkeit, Räucherungen und Reinigungsrituale sind bis heute ebenso feste Bestandteile unterschiedlicher religiöser Praxis wie die Errichtung von Altären und die Einbeziehung von Engeln, Dämonen und anderen Zwischenwesen.
Ein ähnliches Beispiel ist der in den PGM erwähnte Verzicht auf Schweinefleisch, um Geister und Dämonen zu unterwerfen: „Ich beschwöre aber dich, der du diese Beschwörung hörst, Schweinernes nicht zu essen, und dir wird unterworfen sein jeglicher Geist und Dämon.“ Nach Plutarch betrachteten die Ägypter das Schwein als unheiliges Tier, da es hieß, es kopuliere bei abnehmendem Mond und vom Trinken seiner Milch bekäme man Ausschlag „wie von Krätze“. Sowohl im Judentum als auch im Islam ist der Verzehr von Schweinefleisch nach den Speisevorschriften verboten. Besagtes Zitat ist, aus seinem Kontext heraus, vermutlich jüdischen Einschlägen in den PGM zuzuordnen.

## Inhalte
Das Spektrum der Ernsthaftigkeit war genauso wie die unterschiedlichen Anwendungsbereiche groß. Die Inhalte reichten von Flüchen, bei denen schlimmstenfalls der Tod eintreten konnte, zu Scherzrezepten, in denen ein Ei für einen Apfel ausgegeben wurde oder ein „altes Weib“ davon abgehalten werden sollte, „so viel [zu] schwatze[n]“. Gummi mit Wein und [Honig] aufs Gesicht gestrichen, sollte Liebende dazu bringen, „es nur mühsam [zu] tun“. Umgekehrt verweisen Demokrits Scherzrezepte auch darauf, wie man viel trinken könne, ohne sich zu berauschen, und wie man „viel Beischlaf [aus]üben“ könne und dass das „Ding“ mit Pfeffer und Honig bestrichen steifen würde. Auch dem Erfolg im Glücksspiel kommt eine nicht zu unterschätzende Bedeutung zu. Gleichzeitig finden sich auch sehr allgemein gehaltene, universelle Bindezauber, die eine andere Person völlig dem Ausführenden unterordnen sollen: „Ich binde den NN zu dem betreffenden Zweck: er soll nicht reden, nicht widerstreben, nicht widersprechen, er soll mir nicht entgegenblicken oder entgegenreden können, sondern soll mir unterworfen sein.“
Die Komponenten magischer Manipulation in den Papyri Graecae Magicae sind unter anderem dem Schutz vor dem Tod oder Dämonen, Exorzismen, Liebeszaubern, der Inspiration eines freundschaftlichen Gefallens, Besänftigung, Beeinflussung von Träumen und der Divination mittels Trance, Kugeln, Lampen, Leichen oder Skeletten gewidmet. Außerdem gibt es zahlreiche Rezepte für den alltäglichen Gebrauch. Unsichtbarkeit, Wunscherfüllung, Gedächtnismittel, Herstellung von Glücksbringern und Schutzamuletten sowie die magische Öffnung verschlossener Türen sind dabei nicht die einzigen Zaubermittel, die ihren Weg durch die Zeit überdauerten und bis heute die Fantasie der Menschen inspirieren.
Eine der am häufigsten vertretenen Quellengattungen in den PGM bildet die Kategorie von Liebeszaubern, zu der Binde- und Herbeiführungszauber ebenso gehören wie der Liebestran. Unter Einbeziehung der Quellenlage scheinen sie überwiegend von Männern ausgeführt worden zu sein, zum Teil nicht nur mit Liebesersuchen, sondern auch sexuellen Wünschen. So heißt es in einem der Zauberpapyri explizit: „Sie soll nicht Beischlaf üben von vorn oder hinten, nicht zur Lust mit einem anderen Mann verkehren […] zwinge die NN, untertan zu sein mir […] daß du sie mir herführest […] daß sie Kopf mit Kopf vereine und Lippen mit Lippen verbinde und Leib mit Leib vereine und Schenkel dem Schenkel nahebringe und das Schwarze an das Schwarze füge und ihr Liebeswerk erfülle.“
Auch in der Heilkunde spielte die Magie eine entscheidende Rolle. Beispielsweise gab es Rezepte für einen Gebärmuttervorfall, Geschwulste, Krämpfe, Fieber und Kopfschmerz ebenso wie gegen Schlaflosigkeit und unerwünschte Empfängnis. Weitere Hausrezepte widmen sich dem „Feuer löschen“ oder „daß Feuer stehn bleibe“, dem Lösen von Gift, dem Hausschutzzauber und der Behandlung von schädigenden Insekten. Um Flöhen und Wanzen beizukommen, wird zum Beispiel in PGM VII  angeordnet, „Oleander mit Salzwasser“ zu netzen, zu zerstoßen und anschließend zu streuen.
Die Siegesmittel, Bannzauber und Flüche der PGM können in vielerlei Hinsicht mit den Fluchtafeln der antiken Welt verglichen werden. Inhaltliche Gemeinsamkeiten ergeben sich mit den Zaubern, um Diebe ausfindig zu machen, Rezepten für Gunst und Sieg sowie anderen Bann- und Bindezaubern. Ein wesentlicher Aspekt, der sowohl die PGM als auch die Fluchtafeln vom öffentlichen Kult unterscheidet, ist die enge Verbindung zum Zwischenreich und zur Unterwelt, die in der Praxis der Geister- und Dämonenbeschwörung sichtbar wird. Eine Verschwörung etwa, die aus einem Ritual mit einem menschlichen Schädel resultiert, soll Gewalt über den Geist eines gewaltsam Verstorbenen verschaffen.